# Monte Kunyit
Monte Kunyit (en indonesio: Gunung Kunyit; que quiere decir: significa: Montaña cúrcuma) es un estratovolcán fumarólico en la isla de Sumatra, al oeste del país asiático de Indonesia. Su cumbre tiene dos cráteres, el más alto es un lago de cráter. Alcanza una elevación de 2151 metros sobre el nivel del mar.